# 318 г. пр.н.е.
318 (триста и осемнадесета) година преди новата ера (пр.н.е.) е година от доюлианския (Помпилийски) римски календар.

## Събития

### В Македонската империя
- Фокион е екзекутиран.[1]
- Касандър и Антигон обрaзуват коалиция срещу Полиперхон.[1]
- Евмен си осигурява териториални придобивки в Азия, където е овладял Финикия и настъпва към Иран, за сметка на Антигон и Птолемей.[1]

### В Римската република
- Консули са Марк Фослий Флакцинатор и Луций Плавций Венон.
- Създадени са трибите Оуфентина и Фалерна.[2]
- Сключено е двугодишно примирие със самнитите.[2]
- Римляните правят походи в Апулия и Лукания като подчиняват Теанум Апулум и Канузиум.[2]

## Родени
- Пир, гръцки цар на Епир (умрял 272 г. пр.н.е.)

## Починали
- Фокион, атински политик и военачалник (роден 402 г. пр.н.е.)